# 南港轉運站
南港轉運站，位於台灣臺北市南港區，是南港車站旁的客運車站。為數個建築（西站、東站、商三站）的合稱。2017年已經開幕使用的是南港轉運站西站，一般又稱為國光客運南港站。位於台北市南港區，為台北市南港區除南港展覽館站外的國道客運停靠站，營運單位為國光客運。除了西站，東站已在興建中，預計2025年完工，將提供13席轉運站月台；另外，商三站已於2023年動工，預計2030年完工，將提供36席月台，總計南港轉運站到2030年總計提供會有57席轉運月台，屆時可望成為台北市規模最大的轉運中心。

## 概要
南港轉運站因應三鐵（臺鐵、臺灣高鐵及台北捷運）匯集之旅運需求，其位於南港車站東側，面積約為0.5公頃；提供通勤、觀光及中長程客運路線轉乘服務，主要包括基隆、宜蘭及西部走廊主要城市，短程接駁服務範圍包括松山、汐止、內湖及中央研究院、南港經貿園區等地區，並可肩負往返南港舊莊地區茶園休閒旅次之功能，其方便東部居民及遊客搭乘台鐵免於到台北站才轉乘高鐵，並利用高鐵南港站紓解臺北車站搭車人潮，亦方便基隆及汐止居民來往東部及中南部方便所設立。南港轉運站分為西站、東站及商三特，共三個轉運站區，西站的客運開往桃基新北地區；商三特的客運開往新竹以南地區；東站客運則開往宜花東地區。

## 附近
- 南港車站
- 潤泰南港車站大樓